# Kim Hye-Sook
Kim Hye-Sook es una deportista surcoreana que compitió en judo. Ganó una medalla de plata en los Juegos Asiáticos de 1998 y una medalla de plata en el Campeonato Asiático de Judo de 1997.

## Palmarés internacional
| Juegos Asiáticos    | Juegos Asiáticos    | Juegos Asiáticos | Juegos Asiáticos |
| Año                 | Lugar               | Medalla          | Categoría        |
| ------------------- | ------------------- | ---------------- | ---------------- |
| 1998                | Bangkok (Tailandia) | Medalla de plata | –52 kg           |
| Campeonato Asiático |                     |                  |                  |
| Año                 | Lugar               | Medalla          | Categoría        |
| 1997                | Manila (Filipinas)  | Medalla de plata | –52 kg           |